# Paramahansza Jógánanda
Paramahansza Jogananda, Szvámi Yogananda (hindi nyelven: परमहंस योगानन्द, nyugati átírással: Paramahansa Yogananda) születési nevén Mukunda Lal Ghosh (Gorakhpur, 1893. január 5. – Los Angeles, 1952. március 7.) indiai származású jógi, guru és szvámi volt. Az első olyan indiai jógi, aki azt a küldetést kapta a mesterétől, hogy a nyugati világban tanítson és éljen. A krija-jóga  tudományát ismertette.

## Etimológia
Neve, a Paramahansza egy szanszkrit vallási-teológiai cím, amit magas rangú hindu spirituális tanítóknak adományoznak és amelyet mesterétől kapott.
Míg a Jógánanda egy beavatási név, amelyet a szvámí szerzetesrendbe való belépése után kapott.

## Élete
1915-ben megkapta a diplomáját a kalkuttai egyetemen, majd belépett a szvámi szerzetesrend (Sri Yukteswar) giri nevű ágába.
1918-ban egy maharadzsa nagylelkűségének köszönhetően az indiai Ráncsíban jóga-meditáció képzést is biztosító középiskolát hozott létre (Jogoda Szatszanga néven). 
1920-ban az Amerikai Egyesült Államokba ment, hogy részt vegyen a vallási szabadelvűek nemzetközi kongresszusán. Mintegy három évtizeden át számtalan előadást tartott Amerikában, nagy érdeklődéssel kísérve. 
1925-ben létrehozta az Önmegvalósítás Közösségének (Self Realization Fellowship) nemzetközi központját Los Angelesben, majd később a kaliforniai Encinitasban jógaintézetet létesített.
Önéletrajzi könyvében (Autobiography of a Yogi) – amely jelentősen hozzájárult a jóga nyugati elterjedéséhez – születésétől kezdve 1945-ig felöleli a saját életét, több szent emberrel történő találkozását írja le, továbbá a fejlett mesterek természetfeletti képességeiről is ír (sziddhik).

## Művei
- Autobiography of a Yogi. New York: The Philosophical Library. 1st edition: 1946.
- Prayers of a Master for His Disciples, Paramahansa Yogananda, Self-Realization Fellowship, 1965, ISBN 978-0-87612-350-8,
- Man’s Eternal Quest, Paramahansa Yogananda, Collected Talks and Essays on Realizing God in Daily Life, Volume I, Self-Realization Fellowship, 1982, ISBN 978-0876122327,
- The Law of Success, Paramahansa Yogananda, Self-Realization Fellowship, 1982, ISBN 978-0-87612-150-4,
- How You Can Talk With God, Paramahansa Yogananda, Self-Realization Fellowship, 1985, ISBN 978-0-87612-160-3,
- Scientific Healing Affirmations, Paramahansa Yogananda, Self-Realization Fellowship, 1986, ISBN 978-0-87612-144-3,
- The Science of Religion, Paramahansa Yogananda, Self-Realization Fellowship, 1986, ISBN 978-0-87612-005-7,

### Magyarul
- A világlélek óceánja. Paramhansza Jógánanda bölcsessége; lejegyezte Szvámí Krijánanda, ford. Béresi Csilla; Édesvíz, Bp., 2001
- Egy jógi önéletrajza (online); ford. Béresi Csilla; Édesvíz, Bp., 2003
  - Egy jógi önéletrajza; ford. Béresi Csilla, Fallier Sarolta; Filosz, Bp., 2013 (Jóga vidjá könyvek) ISBN 9789639841239
- A Mester mondta. Tanítások az élet dolgairól; összeáll., szerk. Kássa Lászlóné; Pythia, Onga, 2005
- Swami Kriyananda (J. Donald Walters): A rádzsa-jóga művészete és tudománya. Tizennégy lépés a magasabb tudatosság felé Paramahansza Jogananda tanításai alapján; ford. Dobrocsi László; Bioenergetic, Bp., 2005
- Szellemi naptár. Paramahansa Jogananda írásaiból; Hermit, Onga, 2015
- Hogyan érhetsz el ragyogó egészséget és vitalitást. Yogananda bölcsessége 6. kötet. Tanfolyami jegyzet; Nap Rend Szer Társaság, Budapest, 2022
- Suttogások az örökkévalóságból. Egyetemes, tudományos imák és versek Szvámi Yoganandától; Nap Rend Szer Társaság, Budapest, 2022
- Yogoda avagy A fizikai tökéletesség szövet-akarat irányítási rendszere Szvámi Yoganandától. Tanfolyami jegyzet / Kriya jóga Szvámi Yoganandától. A magasrendű önmegvalósítás művészete. Beavatás. Tanfolyami jegyzet; Nap Rend Szer Társaság, Budapest, 2022
- Krisztus második eljövetele. Paramhansa Yogananda Jézus Krisztus mondásairól szóló értelmezései, 1.; Palmer, Budapest, 2022
- Hogyan lehetsz sikeres?; Nap Rend Szer Társaság, Budapest, 2023
- Keresztény jóga. Szuper haladó tanfolyam első számú leckék 1-től 12-ig. Híd a hiteles kereszténység és a hindu jóga között; magánkiad., Budapest, 2023